# Cylloceria melancholica
Cylloceria melancholica är en stekelart som först beskrevs av Johann Ludwig Christian Gravenhorst 1820.  Cylloceria melancholica ingår i släktet Cylloceria och familjen brokparasitsteklar. Arten är reproducerande i Sverige. Inga underarter finns listade i Catalogue of Life.